# Ester Degli Dei
Ester Degli Dei, född 18 april 2020, är en italiensk varmblodig travhäst. Hon tränas av Paul J. Hagoort och körs av Robin Bakker.
Ester Degli Dei började tävla 2022 och har inlett karriären med fem raka seger. Hon har hittills sprungit in 1 724 626 kronor på 8 starter varav 7 segrar och 1 andraplats. Hon har tagit karriärens hittills största seger i Breeders' Crown (2023). Hon har även vunnit Premio Going Kronos (2023), TCT Derby (2023) och Fyraåringseliten för ston (2024).

## Statistik
| Statistik för Ester Degli Dei [789518 (Ref.)] | Statistik för Ester Degli Dei [789518 (Ref.)] | Statistik för Ester Degli Dei [789518 (Ref.)] | Statistik för Ester Degli Dei [789518 (Ref.)] | Statistik för Ester Degli Dei [789518 (Ref.)] | Statistik för Ester Degli Dei [789518 (Ref.)] |
| --------------------------------------------- | --------------------------------------------- | --------------------------------------------- | --------------------------------------------- | --------------------------------------------- | --------------------------------------------- |
| Starter                                       | Placeringar                                   | Startprissumma                                | Segerprocent                                  | Platsprocent                                  | Rekord                                        |
| 8                                             | 7-1-0                                         | 1 724 626 kr                                  | 88 %                                          | 100 %                                         | 1.11,4ak,                                     |

### Större segrar
| År   | Lopp                               | Kusk         | Vinstbelopp | Grupp   |
| ---- | ---------------------------------- | ------------ | ----------- | ------- |
| 2023 | Premio Going Kronos                | Robin Bakker | 800 000 kr  | Grupp 2 |
| 2023 | TCT Derby                          | Robin Bakker | 50 000 EUR  | Grupp 2 |
| 2023 | Breeders' Crown, för treåriga ston | Robin Bakker | 800 000 kr  | Grupp 1 |
| 2024 | Fyraåringseliten för ston          | Robin Bakker | 500 000 kr  | Grupp 2 |